# Prima guerra persiano-turca
La prima guerra persiano-turca venne combattuta nel 588 tra i Sasanidi Persiani e il Khaganato turco occidentale e i suoi vassalli, gli Eftaliti. Il conflitto iniziò con l'invasione dell'Impero persiano da parte dei Turchi e terminò con la vittoria dei Sasanidi.

## Contesto
Nel 558, Cosroe I, scià della Persia Sasanide, si alleò con il khanato turco occidentale per sconfiggere gli Eftaliti. La campagna ebbe successo e la regione settentrionale dell'Oxus andò ai Turchi mentre il sud venne annesso all'Impero Sasanide. Tuttavia, negli anni 580, i Turchi iniziarono di nuovo le loro incursioni sulla via della seta e nel 588, gli eftaliti, che facevano ora parte del khanato turco, invasero di nuovo l'impero.
Bahram Chobin venne scelto per condurre un esercito contro di loro. Secondo Shahbazi, l'esercito di Bahram era formato da 12 000 Savaran, i soldati migliori della Persia. Il suo esercito sconfisse i Turchi e gli Eftaliti nell'aprile 588 e ancora nel 589, prendendo rispettivamente Balkh e Herat. In seguito attraversò il fiume Oxus e riuscì a respingere l'invasione turca.
Si narra che Bahram uccise con una freccia il Khagan turco occidentale, chiamato dai cinesi Ch'u-lo-hou.